# Cançoner Bc
El cançoner trobadoresc Bc o Cançoner de la Catedral de Barcelona és un fragment de còdex, de la primera meitat del segle XIV, descobert al març de 2023 als arxius de la Catedral de Barcelona. Conserva 13 folis, possiblement pertanyents al mateix plec codicològic. La mà i la impaginació són clarament d'origen català. Conté 17 poesies, totes ja conegudes, pertanyents a Pèire Cardenal, Guilhem Magret, Raimon de Castelhnou i Falquet de Romans.